# CONCACAF Gold Cup 2017/Gruppe B
| Pl. | Land               | Sp. | S | U | N | Tore    | Diff. | Punkte |
| --- | ------------------ | --- | - | - | - | ------- | ----- | ------ |
| 1.  | Vereinigte Staaten | 3   | 2 | 1 | 0 | 007:300 | +4    | 07     |
| 2.  | Panama             | 3   | 2 | 1 | 0 | 006:200 | +4    | 07     |
| 3.  | Martinique         | 3   | 1 | 0 | 2 | 004:600 | −2    | 03     |
| 4.  | Nicaragua          | 3   | 0 | 0 | 3 | 001:700 | −6    | 0      |

Die Gruppe B des CONCACAF Gold Cups 2017 war eine von drei Gruppen des Turniers. Die ersten beiden Spiele wurden am 8. Juli 2017 ausgetragen, der letzte Spieltag fand am 15. Juli 2017 statt. Die Gruppe bestand aus den Nationalmannschaften aus den Vereinigten Staaten, Panama, Martinique und Nicaragua.

## Vereinigte Staaten – Panama 1:1 (0:0)
| Vereinigte Staaten                                                       | Vereinigte Staaten | Panama | Panama | Aufstellung                                 |
| ------------------------------------------------------------------------ | --- | --- | ------ | ------------------------------------------- |
| Vereinigte Staaten                                                       | \| 1. Spieltag \| \| 8. Juli 2017 um 15:30 Uhr (22:30 Uhr MESZ) in Nashville (Nissan Stadium) \| \| Schiedsrichter: Fernando Guerrero ( Mexiko) \| \| Spielbericht \|                                                                        | \| 1. Spieltag \| \| 8. Juli 2017 um 15:30 Uhr (22:30 Uhr MESZ) in Nashville (Nissan Stadium) \| \| Schiedsrichter: Fernando Guerrero ( Mexiko) \| \| Spielbericht \| | Panama | Aufstellung Vereinigte Staaten gegen Panama |
| Vereinigte Staaten                                                       | Brad Guzan – Graham Zusi, Omar González, Matt Besler, Jorge Villafaña – Dax McCarty, Kellyn Acosta – Alejandro Bedoya (85. Jordan Morris), Joe Corona (61. Juan Agudelo), Kelyn Rowe (69. Gyasi Zardes) – Dom Dwyer Cheftrainer: Bruce Arena | José Calderón – Michael Murillo, Jan Carlos Vargas, Roberto Chen, Luis Ovalle – Édgar Bárcenas, Gabriel Gómez (79. Josiel Núñez), Aníbal Godoy, Miguel Camargo (71. Armando Cooper) – Gabriel Torres, Ismael Díaz (57. Abdiel Arroyo) Cheftrainer: Hernán Darío Gómez ( Kolumbien) | Panama | Aufstellung Vereinigte Staaten gegen Panama |
| Vereinigte Staaten                                                       | 1:0 Dwyer (50.) | 1:1 Camargo (60.) | Panama | Aufstellung Vereinigte Staaten gegen Panama |
| Vereinigte Staaten                                                       | Spieler des Spiels: Miguel Camargo (Panama) | | Panama | Aufstellung Vereinigte Staaten gegen Panama |
| 1. Spieltag                                                              | | |        |                                             |
| 8. Juli 2017 um 15:30 Uhr (22:30 Uhr MESZ) in Nashville (Nissan Stadium) | | |        |                                             |
| Schiedsrichter: Fernando Guerrero ( Mexiko)                              | | |        |                                             |
| Spielbericht                                                             | | |        |                                             |

## Martinique – Nicaragua 2:0 (1:0)
| Martinique                                                                        | Martinique | Nicaragua | Nicaragua | Aufstellung                            |
| --------------------------------------------------------------------------------- | --- | --- | --------- | -------------------------------------- |
| Martinique                                                                        | \| 1. Spieltag \| \| 8. Juli 2017 um 18:00 Uhr (9. Juli, 01:00 Uhr MESZ) in Nashville (Nissan Stadium) \| \| Schiedsrichter: Kimbell Ward ( St. Kitts und Nevis) \| \| Spielbericht \| | \| 1. Spieltag \| \| 8. Juli 2017 um 18:00 Uhr (9. Juli, 01:00 Uhr MESZ) in Nashville (Nissan Stadium) \| \| Schiedsrichter: Kimbell Ward ( St. Kitts und Nevis) \| \| Spielbericht \|                                                                                   | Nicaragua | Aufstellung Martinique gegen Nicaragua |
| Martinique                                                                        | Kévin Olimpa – Karl Vitulin, Jordy Delem, Antoine Jean-Baptiste, Sébastien Crétinoir – Daniel Hérelle, Stéphane Abaul, Jean-Emmanuel Nédra (65. Steeven Langil) – Kévin Parsemain, Johan Audel (77. Christof Jougon), Yoann Arquin (89. Anthony Angély) Cheftrainer: Jean-Marc Civault ( Frankreich) | Justo Lorente – Josué Quijano, Erick Téllez, Luis Copete, Manuel Rosas – Bismarck Montiel (87. Bismarck Veliz), Marlon López – Carlos Chavarría, Luis Galeano, Elvis Pinel (58. Bryan García) – Jorge García (46. Eulises Pavón) Cheftrainer: Henry Duarte ( Costa Rica) | Nicaragua | Aufstellung Martinique gegen Nicaragua |
| Martinique                                                                        | 1:0 Parsemain (35.) 2:0 Langil (66.) | | Nicaragua | Aufstellung Martinique gegen Nicaragua |
| Martinique                                                                        | Nédra (33.), Crétinoir (62.), Jean-Baptiste (70.), Arquin (82.) | Chavarría (88.) | Nicaragua | Aufstellung Martinique gegen Nicaragua |
| Martinique                                                                        | Spieler des Spiels: Kévin Parsemain (Martinique) | | Nicaragua | Aufstellung Martinique gegen Nicaragua |
| 1. Spieltag                                                                       | | |           |                                        |
| 8. Juli 2017 um 18:00 Uhr (9. Juli, 01:00 Uhr MESZ) in Nashville (Nissan Stadium) | | |           |                                        |
| Schiedsrichter: Kimbell Ward ( St. Kitts und Nevis)                               | | |           |                                        |
| Spielbericht                                                                      | | |           |                                        |

## Panama – Nicaragua 2:1 (0:0)
| Panama                                                                                 | Panama | Nicaragua | Nicaragua | Aufstellung                        |
| -------------------------------------------------------------------------------------- | --- | --- | --------- | ---------------------------------- |
| Panama                                                                                 | \| 2. Spieltag \| \| 12. Juli 2017 um 18:30 Uhr (13. Juli, 00:30 Uhr MESZ) in Tampa (Raymond James Stadium) \| \| Schiedsrichter: Drew Fischer ( Kanada) \| \| Spielbericht \| | \| 2. Spieltag \| \| 12. Juli 2017 um 18:30 Uhr (13. Juli, 00:30 Uhr MESZ) in Tampa (Raymond James Stadium) \| \| Schiedsrichter: Drew Fischer ( Kanada) \| \| Spielbericht \|                                                                                          | Nicaragua | Aufstellung Panama gegen Nicaragua |
| Panama                                                                                 | José Calderón – Michael Murillo, Roderick Miller, Fidel Escobar, Erick Davis – Édgar Bárcenas (86. Armando Cooper), Aníbal Godoy, Miguel Camargo (65. Josiel Núñez) – Gabriel Torres, Gabriel Gómez , Ismael Díaz (69. Ricardo Clarke) Cheftrainer: Hernán Darío Gómez ( Kolumbien) | Justo Lorente – Josué Quijano, Marlon López (81. Bryan García), Erick Téllez, Luis Copete, Manuel Rosas (70. Cyril Errington) – Daniel Cadena, Juan Barrera , Luis Galeano, Carlos Chavarría – Eulises Pavón (46. Luis Peralta) Cheftrainer: Henry Duarte ( Costa Rica) | Nicaragua | Aufstellung Panama gegen Nicaragua |
| Panama                                                                                 | 1:1 Díaz (50.) 2:1 Torres (57.) | 0:1 Chavarría (49.) | Nicaragua | Aufstellung Panama gegen Nicaragua |
| Panama                                                                                 | Godoy (64.) | Chavarría (6.) | Nicaragua | Aufstellung Panama gegen Nicaragua |
| Panama                                                                                 | Spieler des Spiels: Ismael Díaz (Panama) | | Nicaragua | Aufstellung Panama gegen Nicaragua |
| 2. Spieltag                                                                            | | |           |                                    |
| 12. Juli 2017 um 18:30 Uhr (13. Juli, 00:30 Uhr MESZ) in Tampa (Raymond James Stadium) | | |           |                                    |
| Schiedsrichter: Drew Fischer ( Kanada)                                                 | | |           |                                    |
| Spielbericht                                                                           | | |           |                                    |

## Vereinigte Staaten – Martinique 3:2 (0:0)
| Vereinigte Staaten                                                                     | Vereinigte Staaten | Martinique | Martinique | Aufstellung                                     |
| -------------------------------------------------------------------------------------- | --- | --- | ---------- | ----------------------------------------------- |
| Vereinigte Staaten                                                                     | \| 2. Spieltag \| \| 12. Juli 2017 um 21:00 Uhr (13. Juli, 03:00 Uhr MESZ) in Tampa (Raymond James Stadium) \| \| Schiedsrichter: Henry Bejarano ( Costa Rica) \| \| Spielbericht \|                                                                 | \| 2. Spieltag \| \| 12. Juli 2017 um 21:00 Uhr (13. Juli, 03:00 Uhr MESZ) in Tampa (Raymond James Stadium) \| \| Schiedsrichter: Henry Bejarano ( Costa Rica) \| \| Spielbericht \| | Martinique | Aufstellung Vereinigte Staaten gegen Martinique |
| Vereinigte Staaten                                                                     | Brad Guzan – Eric Lichaj, Omar González, Matt Hedges, Justin Morrow – Gyasi Zardes, Kellyn Acosta (62. Alejandro Bedoya), Cristian Roldan, Paul Arriola (73. Chris Pontius) – Jordan Morris, Juan Agudelo (86. Dax McCarty) Cheftrainer: Bruce Arena | Kévin Olimpa – Karl Vitulin, Jordy Delem, Antoine Jean-Baptiste, Sébastien Crétinoir – Nicolas Zaïre (56. Jean-Emmanuel Nédra), Stéphane Abaul, Daniel Hérelle (78. Johnny Marajo) – Yoann Arquin (64. Steeven Langil), Johan Audel, Kévin Parsemain Cheftrainer: Jean-Marc Civault ( Frankreich) | Martinique | Aufstellung Vereinigte Staaten gegen Martinique |
| Vereinigte Staaten                                                                     | 1:0 González (54.) 2:0 Morris (64.) 3:2 Morris (76.) | 2:1 Parsemain (66.) 2:2 Parsemain (75.) | Martinique | Aufstellung Vereinigte Staaten gegen Martinique |
| Vereinigte Staaten                                                                     | Morrow (81.) | Vitulin (62.) | Martinique | Aufstellung Vereinigte Staaten gegen Martinique |
| Vereinigte Staaten                                                                     | Spieler des Spiels: Jordan Morris (Vereinigte Staaten) | | Martinique | Aufstellung Vereinigte Staaten gegen Martinique |
| 2. Spieltag                                                                            | | |            |                                                 |
| 12. Juli 2017 um 21:00 Uhr (13. Juli, 03:00 Uhr MESZ) in Tampa (Raymond James Stadium) | | |            |                                                 |
| Schiedsrichter: Henry Bejarano ( Costa Rica)                                           | | |            |                                                 |
| Spielbericht                                                                           | | |            |                                                 |

## Panama – Martinique 3:0 (1:0)
| Panama                                                                         | Panama | Martinique | Martinique | Aufstellung                         |
| ------------------------------------------------------------------------------ | --- | --- | ---------- | ----------------------------------- |
| Panama                                                                         | \| 3. Spieltag \| \| 15. Juli 2017 um 16:30 Uhr (22:30 Uhr MESZ) in Cleveland (FirstEnergy Stadium) \| \| Schiedsrichter: Roberto García ( Mexiko) \| \| Spielbericht \| | \| 3. Spieltag \| \| 15. Juli 2017 um 16:30 Uhr (22:30 Uhr MESZ) in Cleveland (FirstEnergy Stadium) \| \| Schiedsrichter: Roberto García ( Mexiko) \| \| Spielbericht \| | Martinique | Aufstellung Panama gegen Martinique |
| Panama                                                                         | José Calderón – Michael Murillo, Fidel Escobar, Roberto Chen, Luis Ovalle – Armando Cooper, Gabriel Gómez (84. Leslie Heráldez), Aníbal Godoy (70. Édgar Bárcenas), Miguel Camargo – Abdiel Arroyo, Gabriel Torres (72. Ismael Díaz) Cheftrainer: Hernán Darío Gómez ( Kolumbien) | Kévin Olimpa – Karl Vitulin, Jordy Delem, Sébastien Crétinoir , Antoine Jean-Baptiste (57. Yoann Arquin) – Christof Jougon (68. Yann Thimon), Stéphane Abaul, Jean-Emmanuel Nédra – Johan Audel (33. Daniel Hérelle), Steeven Langil, Kévin Parsemain Cheftrainer: Jean-Marc Civault ( Frankreich) | Martinique | Aufstellung Panama gegen Martinique |
| Panama                                                                         | 1:0 Murillo (44.) 2:0 Arroyo (60.) 3:0 Torres (67.) | | Martinique | Aufstellung Panama gegen Martinique |
| Panama                                                                         | Torres (56.), Arroyo (78.) | Vitulin (6.), Jean-Baptiste (18.), Langil (75.), Thimon (76.) | Martinique | Aufstellung Panama gegen Martinique |
| Panama                                                                         | Spieler des Spiels: Gabriel Torres (Panama) | | Martinique | Aufstellung Panama gegen Martinique |
| 3. Spieltag                                                                    | | |            |                                     |
| 15. Juli 2017 um 16:30 Uhr (22:30 Uhr MESZ) in Cleveland (FirstEnergy Stadium) | | |            |                                     |
| Schiedsrichter: Roberto García ( Mexiko)                                       | | |            |                                     |
| Spielbericht                                                                   | | |            |                                     |

## Nicaragua – Vereinigte Staaten 0:3 (0:1)
| Nicaragua                                                                                | Nicaragua | Vereinigte Staaten | Vereinigte Staaten | Aufstellung                                    |
| ---------------------------------------------------------------------------------------- | --- | --- | ------------------ | ---------------------------------------------- |
| Nicaragua                                                                                | \| 3. Spieltag \| \| 15. Juli 2017 um 19:00 Uhr (16. Juli, 01:00 Uhr MESZ) in Cleveland (FirstEnergy Stadium) \| \| Schiedsrichter: Melvin Matamoros ( Honduras) \| \| Spielbericht \|                                                                             | \| 3. Spieltag \| \| 15. Juli 2017 um 19:00 Uhr (16. Juli, 01:00 Uhr MESZ) in Cleveland (FirstEnergy Stadium) \| \| Schiedsrichter: Melvin Matamoros ( Honduras) \| \| Spielbericht \|                                                     | Vereinigte Staaten | Aufstellung Nicaragua gegen Vereinigte Staaten |
| Nicaragua                                                                                | Justo Lorente – Josué Quijano, Cyril Errington, Luis Peralta (46. Jorge García), Luis Copete, Bismarck Veliz (69. Henry Niño) – Bryan García (69. Eulises Pavón), Marlon López, Daniel Cadena, Juan Barrera – Luis Galeano Cheftrainer: Henry Duarte ( Costa Rica) | Bill Hamid – Graham Zusi, Matt Miazga, Matt Besler, Jorge Villafaña – Alejandro Bedoya , Dax McCarty, Joe Corona (66. Jordan Morris) – Kelyn Rowe (61. Paul Arriola), Dom Dwyer (74. Juan Agudelo), Chris Pontius Cheftrainer: Bruce Arena | Vereinigte Staaten | Aufstellung Nicaragua gegen Vereinigte Staaten |
| Nicaragua                                                                                | 0:1 Corona (36.) 0:2 Rowe (56.) 0:3 Miazga (88.) | | Vereinigte Staaten | Aufstellung Nicaragua gegen Vereinigte Staaten |
| Nicaragua                                                                                | Peralta (15.), López (41.), Copete (51.) | Corona (59.) | Vereinigte Staaten | Aufstellung Nicaragua gegen Vereinigte Staaten |
| Nicaragua                                                                                | Copete (85.) | | Vereinigte Staaten | Aufstellung Nicaragua gegen Vereinigte Staaten |
| Nicaragua                                                                                | Spieler des Spiels: Alejandro Bedoya (Vereinigte Staaten) | | Vereinigte Staaten | Aufstellung Nicaragua gegen Vereinigte Staaten |
| 3. Spieltag                                                                              | | |                    |                                                |
| 15. Juli 2017 um 19:00 Uhr (16. Juli, 01:00 Uhr MESZ) in Cleveland (FirstEnergy Stadium) | | |                    |                                                |
| Schiedsrichter: Melvin Matamoros ( Honduras)                                             | | |                    |                                                |
| Spielbericht                                                                             | | |                    |                                                |